# 2119
2119 – mini-album polskiego rapera Bedoesa. Wydawnictwo ukazało się 29 listopada 2019 roku nakładem wytwórni muzycznej SBM Label.

## Lista utworów
Opracowano na podstawie materiału źródłowego.
1. „Brixton kallin” – 2:06
2. „Faded” – 2:01
3. „Lost” – 3:23
4. „Kold nights” – 2:44
5. „European love” – 1:27